# Parnaíba (U17)
El Parnaíba (U-17) es un monitor fluvial de la Marina de Brasil.

## Historia
Fue construido por la Marina en Río de Janeiro y asignado el 9 de marzo de 1938. Participó en la Segunda Guerra Mundial y actualmente es el barco asignado más viejo de la Marina de Brasil, así como el buque de guerra en servicio activo más viejo del mundo (aunque el HMS Victory de la Royal Navy es el buque de guerra más viejo aún asignado y el USS Constitution de la Armada de los Estados Unidos es el buque de guerra asignado más viejo que sigue a flote). Actualmente está asignado a la Flotilla del Mato Grosso.

## Modernización
Entre enero de 1998 y el 6 de mayo de 1999 pasó por un programa de modernización en la Base Naval Fluvial Ladario, en el cual se le reemplazaron sus máquinas de vapor alternativas con motores Diésel para aumentar su autonomía y navegabilidad (una de sus máquinas de vapor originales fue puesta en exhibición en el Memorial Teniente Maximiano del Sexto Distrito Naval). Se le instaló una plataforma para helicópteros sobre la popa, permitiéndole operar un IH-6B Bell Jet Ranger III en reemplazo del UH-12 Squirrel Helibrás Monoturbina.